# Nguyễn Mạnh Dũng (tướng)
Nguyễn Mạnh Dũng là Trung tướng Công an nhân dân Việt Nam. Ông nguyên là Cục trưởng Cục An ninh nội địa, Bộ Công an Việt Nam.

## Tiểu sử
Nguyễn Mạnh Dũng sinh ra ở xã Xuân Đan, huyện Nghi Xuân, tỉnh Hà Tĩnh. Cha của ông là cán bộ an ninh quân đội.
Nguyễn Mạnh Dũng từng công tác ở Tây Nguyên.
Từ tháng 8 năm 2015 đến tháng 1 năm 2018, Nguyễn Mạnh Dũng là Thiếu tướng Công an nhân dân Việt Nam, Cục trưởng Cục Bảo vệ chính trị V, Tổng cục An ninh, Bộ Công an (Việt Nam).
Tháng 1 năm 2019, Nguyễn Mạnh Dũng là Thiếu tướng, Cục trưởng Cục An ninh nội địa, Bộ Công an Việt Nam.
Tháng 6 năm 2019, Nguyễn Mạnh Dũng là Trung tướng Công an nhân dân Việt Nam, Cục trưởng Cục An ninh nội địa, Bộ Công an Việt Nam.
Ngày 01 tháng 7 năm 2020, ông nghỉ hưu.
Kế nhiệm ông giữ chức vụ Cục trưởng Cục An ninh nội địa, Bộ Công an là Thiếu tướng Phạm Ngọc Việt, Phó Cục trưởng.

## Lịch sử thụ phong quân hàm
- Đại tá
- Thiếu tướng
- Trung tướng (2019)